# 剣闘士 グラディエータービギンズ
『剣闘士 グラディエータービギンズ』（けんとうし グラディエータービギンズ）は、2010年1月14日、アクワイアより発売されたPSPのアクションゲームである。アウレリウス治世のローマを舞台とした剣闘士（グラディエーター）たちの生き残りをかけた戦いを描いている。PS2にて発売された『グラディエーター ロード トゥー フリーダム』をベースにストーリーやステージを大幅に強化した作品であり、同作品の前日談にあたる。そのため、同作品に登場するキャラクターの中には本作でも登場するものがいる。

## システム
基本的なシステムは『グラディエーター ロード トゥー フリーダム』と同じである。コロッセオにおける剣闘士達の生死を賭けた戦いを再現したゲームであり、攻撃の回避（ドッジ）や武器弾き（パリー）といった素早い判断や、相手の装備を見てどの部位を狙うかを見極める戦略性などが要求されるシステムがそのまま引き継がれている。
また、プレイヤーは「興行師に買われた」奴隷剣闘士なので、戦闘ではただ勝つだけではなく、観客を盛り上げる試合をしなければならない。連続攻撃をつなげる、連続で敵にとどめを刺す、上述のドッジ、パリーを連続で成功させるなどの行為をすれば、試合の評価は上がっていく。評価が一定以上になると、1闘技中一度だけスタミナ（後述）の回復速度が大幅に上がる「アドレナリンモード」を発動できるようになる。また、獲得賞金や闘技後に拾える武器・防具の数も評価に左右される。

## PS2版からの変更点
システム面では様々な点で変更が行われている。

### 基本
追加された要素としては格闘スタイルでもパリーができること、闘技中のアクションや装備によって観客の評価が上乗せされる通り名が挙げられる。強化できるステータスは、体力に関わるVIT（生命力）、強力な技であるスキルを実行するためのスタミナの値に関わるEND（持久力）、攻撃力と重量制限に関わるSTR（筋力）の3つとなっており、前作と比して簡略化されている。また、攻撃に「腕を折る」「気絶」「即死」などの追加効果がなくなった。
前作ではゲーム内の日数は80日（いわゆる「無印」、REMIXでは50日）で強制エンディングとなっていたが、今作では40日で強制エンディングとなる。ただし、難易度「普通」のみ条件を満たせば自らエンディングルートに行かない限り無限にプレイできる。

### キャラメイキング
ゲーム開始時に行うもので、大きな変更点の一つ。性別・容姿・体格・能力などを自由に設定できるようになっている。無料ダウンロードコンテンツ（DLC）で配信されているものもあり、Wi-Fi接続環境があればそれを利用することも可能である。ゲームを周回すると倒した敵の容姿を利用できるようになる。なお、無料DLCキャラや一部の敵の容姿は変更できないものがある。

### 訓練所
1日の基点となる場所。ステータスの強化やスキルの強化・付け替えだけなどだけでなく、「自分の部屋」で通り名をつけられるようになった。他方、ステータス強化ポイントを稼ぐ「訓練」はなくなっている。

### 武器・防具
前作で登場した直剣・曲刀・鎚・斧・槍に加えて格闘用の武器である短剣と手甲が追加されている。なお、フレイルは鈍器となっている。武器・防具を強化する「精錬」の強化要素はギリシャ文字のΦ（生命力）、Δ（持久力）、Σ（筋力）で表されるようになり、これらの記号の一致・不一致する場所によって強化（ないし弱化）される。

### 周回要素
獲得した武器・防具、所持金、上昇したスキルレベルは全て2周目以降に持ち越される。条件を満たせば、前述のようにキャラメイク時に倒した敵の容姿を利用することも可能となる。また、難易度を「困難」「悪夢」「絶望」に変更することができるようにもなる。難易度を上げると敵が強化されるかわりに強力なパラメータアップ効果（加護）の付いた装備を落としやすくなり、プレイヤーの強化に必要なポイントを大量に獲得できるようになる。

### 通信
前述のようにDLC要素（一部は有料）をPlayStation Storeからダウンロードできる。加えて、タイトルメニューから「BATTLE ARENA」というコマンドを実行することで、様々な闘技をコンピュータ相手に行う「エキシビジョン」、他のプレイヤーと1対1で戦う「ネットワーク対戦」、アドホックモードでプレイキャラを交換できる「キャラクター交換」ができるようになる。さらに公式サイトを経由する「剣闘士バンク」へ接続することで、自分が育てたキャラクターをアップロードしたり、他のプレイヤーのキャラクターをダウンロードしたりできる。

## ストーリー
出典：『剣闘士 グラディエータービギンズ』付属の解説書 p.4、および、『剣闘士 グラディエータービギンズ ザ・コンプリートガイド』を基にしている。
前作の前日談にあたり、西暦175年 - 180年のローマ帝国が舞台である。ローマはマルクス・アウレリウス・アントニウスが統治していた。後に五賢帝の一人と称される彼だが、既に年老いており、遠征先で病に臥していた。それゆえ、次期皇帝の座をめぐり、マルクスの息子であるコンモドゥスとシリア属州総督であるカシウスとが激しく対立するようになった。だが、共同皇帝ルキウス・ウェルスはその責務を果たすこともなく、豪商や元老院議員たちと飽くなき死のサーカス、即ち剣闘に興じていた。
そうした状況の中でまた一人新たな剣闘士が生まれようとしていた。

## 興行
サバイバル
1対3の試合。規定数を倒すか制限時間経過とともに終了。
チームバトル
2対3の試合で、味方の無名剣闘士が1人付く（味方は倒されても補充されない）。規定数を倒すか制限時間経過とともに終了。
バトルロイヤル
1対1対1対1対1の試合。チームバトルやサバイバルと違い、全員が全員と戦う。規定数を倒すか制限時間経過とともに終了。
デュエル（ランキングマッチ）
有名剣闘士との1対1の勝負。勝利するとランキングボードが上昇する場合がある。制限時間はない。
タッグマッチ
2対2の闘技だが、敵も味方も有名剣闘士。制限時間はない。
模擬戦争
ザマの戦いなどを模した闘技。制限時間はない。なお、今作ではアクティウム戦で船から転落することがなくなった。
特別闘技
貴族キャラクターごとのストーリーを進めると開催されることがある。回避することもできるが、その場合、その貴族の物語を進めることはできなくなる。この試合で倒した相手は主人公が処刑することがある。処刑のモーションは武器によって異なる。
昇級試験（「クイリヌスの福音杯」）
階級が中級・上級・最上級になると自動的に行われる闘技。相手は固定。

## 登場人物

### 貴族キャラクター
下記の4人のキャラクターには親密度が設定されており、闘技をこなしていくと上昇する。
ポンポニウス
「カンパニアの栄光杯」を開く評判のいい元老院議員。温厚だが剣闘にだけは熱くなり、自身も多くの剣闘士を後援している。純粋に剣闘が好きなため、命のやり取りは好まない。高齢ゆえに引退を考えており、余生を剣闘士について執筆するなどして穏やかに暮らすことを望んでいる。
アクイリア
「ペロナの微笑み杯」を開く名門ドルスス家の令嬢。気性の激しいお嬢様だが、気に入った剣闘士には気前がいい。ストーリーを進めると主人公に光るものを感じ、ドルスス家に仕えるよう誘ってくる。
プロシウス
「ストレニアの導き杯」を開く興行師。かつては奴隷剣闘士だったが、賞金で自分を買い戻して自由人となる。今では多くのパトロンに支援されている。だが、平民に留まるつもりはなく、いずれは貴族にのし上がるという夢を持つ。
エリザヴェタ
財務官ウィプサニウスの妻で、「エゲリアの囁き杯」を夫に代わり取り仕切っている。めったに人前に出ない美女で、自分を調度品のようにしか扱わない夫に苛立っている。そのため、夫の留守中に多くの剣闘士と浮気を行う。主人公には浮気相手の始末を依頼するようになるが……。

### 剣闘士
フランマ
通り名は「移動式活火山」。戦闘スタイルは大盾と鎚。ローマ出身で、出自は貴族。ポンポニウス編では剣闘士たちの暴動を主人公が起こしたと思い、主人公に戦いを挑む。
アイベル
通り名は「可憐なる蛮人」。戦闘スタイルは大盾と斧。ブリタニア出身でケルト人の少女。ポンポニウス編では主人公とともにポンポニウスの護衛につく。故郷の神を信仰しており、謎めいた物言いをする。
セクストゥス
通り名は「高潔なるローマ」。戦闘スタイルは大盾と剣。ゲルマニア出身。アクイリア編ではゲルマニアの戦いでアクイリアの父と戦ったという過去が明らかにされる。
ネメシス
通り名は「鮮血の女王蜂」。戦闘スタイルは槍（片手剣）。トラキア出身。アクイリア編ではマゲリウスが情報収集のために、知り合いの興行師との交換条件として対戦を組むことになる。
メーデイア
通り名は「絢爛の女神」。戦闘スタイルは二刀。アマゾーンの末裔ともいわれる女剣闘士で、多くの剣闘愛好家を虜にする美しい容姿を持つ。プロシウス編では彼の右腕の一人となっている。自分を愛人にしようとした貴族を殺した過去も語られる。
ウルスス
通り名は「太陽の使者」。戦闘スタイルは二刀。エジプト出身。ホルスを模した格好をし、奇妙な動きで翻弄する。エリザヴェタ編では財務官ウィプサニウスお気に入りの剣闘士として、記念興行のタッグマッチに参加する。
ホリエス
通り名は「魂の裁定者」。戦闘スタイルは二刀。エジプト出身。アヌビスを模した格好をし、奇妙な動きと奇声が特徴。エリザヴェタ編ではウィプサニウスお気に入りの剣闘士として、記念興行のタッグマッチに参加する。
スピクルス
通り名は「銀炎の韋駄天」。戦闘スタイルは片手剣。ヌミディア出身。エリザヴェタ編では彼女と主人公の仲を疑ったウィプサニウスが主人公を抹殺するために特別に闘技を組ませた。
ケラドゥス
通り名は「紅い右腕」。戦闘スタイルは片手剣。通り名のとおり、紅い鎚と右腕の装甲が特徴。今作では現役の剣闘士だが、後に負傷して現役を引退する。本作より後の『グラディエーター ロード トゥー フリーダム』では剣闘士たちの教官となる。貴族たちのストーリーには関わらない。
ダナオス
通り名は「闘技場の魔人」。戦闘スタイルは二刀。圧倒的な能力の持ち主で、ランキング1位の剣闘士。貴族たちのストーリーには関わらない。
スパルトイ
通り名は「野性の本能」。戦闘スタイルは格闘。貴族たちのストーリーには関わらない。
グリエルムス
通り名は「（期待の）超新星」「マケドニアの英雄」。戦闘スタイルは片手剣。出世欲の強い男だが、もとはこそ泥。「クイリヌスの福音杯」では必ず彼と戦うことになるが、その他の闘技では戦えず、ランキングにも登場しない。

### その他
マゲリウス
主人公を奴隷商人から買った興行師。興行師としてはやり手で、強欲だがどこか憎めない人物。物語前の興行で大量に剣闘士を失った。
ベルナルドス
ある人物に仕える軍人。ストーリーが進むと会えるようになる。
コンモドゥス
実在の人物。皇帝アウレリウスの実子で、次期皇帝に指名される。このことでシリア属州総督カシウスや一部元老院議員の反発を受け、特にカシウスとの対立は一触即発状態にある。幼少の頃から英才教育を受けており、文武両道の人物。
カシウス
属州シリア総督。皇帝が次期皇帝にコンモドゥスを指名したことに不満をもつ。今はシリアで反乱軍と戦っているが、自らが即位するための準備も進めている。実在の人物であるが、ストーリー上の展開は史実とは大きく異なる。